# San Francisco del Rincón
San Francisco del Rincón es una localidad del estado mexicano de Guanajuato. Es la cabecera del municipio de San Francisco del Rincón.

## Toponimia
El nombre «San Francisco» hace referencia al santo patrono de la localidad: Francisco de Asís.

## Historia
San Francisco del Rincón fue fundada el 21 de enero de 1607 bajo el nombre de «San Francisco del Tule» por un grupo de indígenas otomíes y purépechas. En sus inicios la población era una República de indios, con autonomía propia para asuntos internos, y bajo la administración de la Alcaldía mayor de Los lagos para asuntos externos y tributarios. En 1629 la población pasa a ser administrada por la Alcaldía de León.
En 1820 es abolida la República de indios y transformada en Ayuntamiento, bajo la legislación española de la Constitución de Cádiz. Durante el siglo XIX la localidad se especializa en la producción de sombreros, exportando el producto a todo el país. El 22 de marzo de 1867 es creado el municipio de San Francisco del Rincón, con cabecera en la localidad homónima.

## Demografía
| Gráfica de evolución demográfica |
|                                  |

| Censo | Población |
| ----- | --------- |
| 1900  | 10 971    |
| 1910  | 11 359    |
| 1921  | 7 702     |
| 1930  | 13 129    |
| 1940  | 12 015    |
| 1950  | 18 193    |
| 1960  | 20 878    |
| 1970  | 27 079    |
| 1980  | 40 943    |
| 1990  | 52 291    |
| 2000  | 65 183    |
| 2010  | 71 139    |
| 2020  | 79 772    |